# Pincehely
Pincehely (németül: Binsenhelm) nagyközség Tolna vármegyében, a Tamási járásban. Három település (Görbő, Gyánt, Pincehely) összeolvadásából jött létre. Német nevének jelentése Kákasisak, Sástorony.

## Fekvése
A megye északi részén fekszik, a Kapos mentén. Központja a folyó bal parti oldalán helyezkedik el, lakott területének a jóval kisebb, jobb parti része a Görbő nevet viseli. Területe 5016 hektár, melyből a központi belterület 326 hektár.
Észak–északkelet felől a Tolnai-Hegyhát dombjai határolják, míg déli irányban a Kapos kiszélesedő völgye, nyugat felé pedig jó minőségű szántóföldek veszik körül.
A szomszédos települések: észak felől Igar, északkelet felől Tolnanémedi, kelet-délkelet felől Nagyszékely, délkelet felől Miszla, dél felől Belecska, délnyugat felől Regöly, nyugat felől Tamási, északnyugat felől pedig Ozora-
A legközelebbi városok délnyugat felől Tamási, északkelet felől pedig Simontornya, egyaránt körülbelül 13-13 kilométer távolságra, dél felől pedig Gyönk, ennél valamivel távolabb (közúton nagyjából 17 kilométerre).

### Megközelítése
A település területén áthalad a 61-es főút, illetve a (Budapest–)Pusztaszabolcs–Pécs-vasútvonal. Sárszentlőrinc-Nagyszékely felől a 6312-es út, Kölesd-Gyönk-Keszőhidegkút felől a 6313-as út vezet Pincehelyre, Ozorával pedig a 6408-as út kapcsolja össze a községet. Pincehely vasútállomás ez utóbbi út közelében helyezkedik el, az állomás közúti megközelítését az abból kiágazó rövidke 64 312-es út biztosítja.

## Története
Már a kőkorszakban is lakott hely volt. Több kőbalta, őrlőkő, véső került Pincehelyről a Nemzeti Múzeumba és a szekszárdi Múzeumba is. Az ún. "Rabandor" kúttól délnyugati irányban a regölyi határ felé, a Kapos völgyében a tőzegalja között homokszigetek emelkednek. A Budapest-pécsi vasútvonal építése alkalmával a homokszigetek egyikén, közvetlenül a Kapos bal partja mellett nagy mennyiségű edénytöredéket, korhadt csontokat, őrlőkövet, s egy gyalukés alakú, rézből készült vésőt és egy bronzgyűrűt találtak.
A pincehelyi rác-temetőből a Nemzeti Múzeum birtokában van egy őskori bronz szárnyas, talpas véső, keskeny, a szárnyaknál kiszélesedő forma, keskeny szárnyakkal és gyengén emelkedő talppal; felső végén kerek záródású, éle elég erősen kihajlik. Hossza 16 cm, a szélessége az élnél 2,4 cm. Egyik lapján a szárnyak közti részen hosszúkás bemélyedés.
De a legújabb korban is kerültek elő leletek. 1966-ban a Pap-szigeten az eke nagy mennyiségű ezüst pénzt fordított ki a földből.
Az 1970-es években pedig a Hangyály Mihály utcában Gruller Krisztián építkezése alkalmával egy urna tetejét találták meg, amelyről megállapították, hogy a bronzkorból való.
A rómaiak korából is maradt emlék. Pincehelyen a Polgármesteri Hivatal mögötti utcában egy udvar répáspincéjének egyik oldalát régi római fal övezte. Valószínűleg régi római út vezethetett itt keresztül.
A honfoglalás korában Tolna megye nagy része éppen Árpád vezéré vagy családtagjaié lett, így Pincehely község is minden valószínűség szerint.
Görbő 1397-ben a Kanizsai családé volt. Valószínű, hogy Pincehely is az övék volt már akkor, hiszen 1424-ben került Ozorai Pipó birtokába, éppen a Kanizsai családtól. 1430-ban viszont már a Garai családé. Garai László özvegye, mivel a simontornyai vár nem lévén jó karban, Pincehelyen lakott.
A török 1526-ban végig portyázta a Kapos-völgyét, de el nem foglalta. Miután 1541-ben Buda elesett, akkor kezdte a török a többi területet is elfoglalni. Simontornyát és környékét 1543-ban foglalta el, valószínűleg ekkor foglalta el Pincehelyt is.
1559-ből származó adatok alapján Pincehely és Görbő Várpalota várához tartozott, és  Ormándy Jánosé voltak. Még 1571-ben is Várpalota tartozéka volt. A simontornyai szandzsák 1572. évi fejadó összeírásának Tolna megyei helységei és lakossága című írása szerint "Pincehely 36 családfő, Görbő 31 családfő" alkotta a népesség gerincét. A simontornyai nahija (kerület) felsorolt 59 településéből Pincehely önmagában a 7. helyen, Görbővel együtt viszont az első helyen állt.
"régen Simontornyához tartozott, a Kapos folyón túl fekszik, Sziget (értsd: Szigetvár) eleste óta nem tudják birtokolni." Görbőről pedig ezt írják: "Palotához tartozik, sziget mellett fekszik, nem tudják birtokolni."
A felvidékre visszahúzódó magyarság igyekezett a török ellen harcolni. Sok-sok vitéz tett, kisebb csetepaté, rajtaütés tette bizonytalanná a török életét. A harcokban kitűnt katonák aztán jutalmul birtokokat kaptak. Így történhetett meg, hogy 1560-ban I. Ferdinánd király Pincehely, Gyánt és Görbő birtokokat Zay Ferenc kassai parancsnoknak, Liszthy János kapitánynak és Viczmándy Mátyásnak adományozta.
Alig három évtizeddel később viszont Pincehelyt, Görbőt és Miszlát Podgorai Gáspár győri katonának ajándékozzák jó szolgálataiért.
Ez 1588-ban történt és ekkor már volt malom Pincehelyen és Görbőn. Az adományozást Fejérkövy István nyitrai püspök, Rudolf király helytartója végezte.
1628-ban Pincehely mint Esterházy-birtok van jelölve, de 1630 körül már lakatlan. Ezt az 1635. március 30-án kelt adománylevél bizonyítja, amikor Podgorai Gáspár magvaszakadta miatt Esterházy Miklós nádor utasítására a győri káptalan beiktatást teljesít Horváth, másképpen Visych Pál és Jogosits János számára a török elől elmenekült lakatlan községben. De mivel ott a török volt az úr, a beiktatók a községbe bemenni nem mertek, ezért jelképesen Győr városában iktatták be őket birtokukba.
1686-ban vége lett a 150 éves török uralomnak, Pincehelyről is kiűzték a törököt.
1686. szeptember 26-án Bádeni Lajos Tolnáról feljött Simontornyára, rövid ostrom után elfoglalta azt. Másnap Pincehelyre jött és elfoglalta a bozótban lévő földvárat, melynek csak kevés martalóc katonája volt. Itt a palánkvár mögött török templomot leltek. Bádeni Lajos még két napig Pincehelyen táborozott, de csapatai már megindultak Kaposvár ellen.
1942-ben a Szent Orsolya-rend internátust alapított itt, mely a második világháború után is folytatta működését. 1950-ben a rendet feloszlatták, és épületüket kórház céljára államosították. Itt működött a rendszerváltás után a Szent Orsolya Kórház. 1943-ban az internátusban tanult Vida Gábor későbbi fuvolista és festőművész.

### Görbőtörténete
Görbő szláv név. Még a magyarok bejövetele előtti időkben itt élt szlávoktól kapta nevét. Valószínűleg előttük is lakták, a régészeti leletek erről vallanak.
Első írásos emléke 1138-ból való, amikor mint a Dömösi apátság birtoka szerepel II. (Vak) Béla király adománylevelében a következő szöveggel:
"Görbő faluban: Bódog a fiával, Sesu, Miklós és Vtos".
1337-ben bukkan fel neve újra, amikor már világi ura van. Erről a következőket olvashatjuk:
"Mi, Erzsébet, Isten kegyelméből Magyarország királynője, magas emlékezetül és értésére adjuk szándékainkat a jelenlévők közül akiknek általában hasznos, hogy miután Tolna megyében fekvő, Görbőnek nevezett birtok..."
A továbbiakban a latin szöveg elmondja, hogy bizonyos Wedner János okmányokkal igazolja, hogy Görbő valamikor az övé volt és azt szeretné újra visszakapni és jogosan birtokolni.
Miután bemutatta bizonyítékait, a következő döntés született:
"Mi tehát a megtekintett és felolvasott bizonyítékok által az előbb említett Görbő birtokot ünnepélyesen és bizonyítottan az előbb említett Wedner Jánosnak, testvérünknek adományozzuk és visszaszolgáltatjuk örökös és teljes jogú birtoklásra..."
Közel száz év múlva írják le Görbő határait, s ebben a határjárásban olyan neveket is említenek, melyek még ma is léteznek. Ilyen helységneveket találunk: a Gyántnak mondott fehérvári keresztesek birtoka, Miza falu (ma Miszla), Nempti falu (ma Tolnanémedi), vagy Halyagoshát-hely (ma egy határrész Pincehelyen, de leegyszerűsödött Halyagosra, de Csemárton néven ismertebb), aztán Thekenöhaoh, amit ma Teknőhegyi ároknak mondanak és Wyzag völgy, ami ma valószínű a Nagyszékely felé vezető út melletti Hidegvölgy. Említést tesz a szöveg még egy bizonyos Warhegh"-ről, mely azonosítható a Pincehely és Tolnanémedi határában lévő mostani Nebojsza heggyel, ahol a bronzkorból fennmaradt földvárat találtak.
További száz éven át aztán Görbő virágzó település volt, s csak a törökök betörése után indult hanyatlásnak, bár néptelen soha nem volt teljes mértékben. Azonban az is tény, hogy a törökök kiűzése utáni időkben már nem nyerte vissza régi fényét, kivéve a reformkort, amikor Vörösmarty Mihály is megfordult Görbőn.
A török előtti időkből maradt írások igen változatosan írják Görbő nevét, úgymint: Gurbew, Gurbeu, Kerbew, Kewrbew, Kwirbew és Geörbeö. A török valószínűleg már a mohácsi csata éveiben, 1526-ban eljutott Görbőre és felprédálta. De az 1542. évi adókönyv szerint Görbőn Pesthy Györgynek 4 portája van, míg a következő évben már Révay Ferenc jószága, ahol fizető telek öt, szegény négy házzal, két sessio elpusztult.
Az 1517-1572-es években Görbőn 31 ház volt.
Görbő a török után csak puszta maradt, s mint népesített puszta csak 1850-ben alakult községgé. Azonban nem volt életképes és ezért már aXIX. század végén jelentkeztek az egyesülési törekvések Pincehellyel, ez azonban csak 1930. január 1-jével következett be, amikor Görbő megszűnt önállónak lenni.
Görbő utolsó bíróját Farkas Zsigmondnak hívták.

## Közélete

### Polgármesterei
- 1990–1994: Dr. Tóth László (KDNP)[4]
- 1994–1998: Dr. Tóth László (független)[5]
- 1998–2002: Ocsovai László (független)[6]
- 2002–2003: Dr. Patonai Iván (független)[7]
- 2003–2006: Herdics Béla (független)[8]
- 2006–2010: Herdics Béla (független)[9]
- 2010–2014: Herdics Béla (független)[10]
- 2014–2019: Fekete Gábor (független)[11]
- 2019–2024: Piringer József (független)[12]
- 2024– : Piringer József (Fidesz-KDNP)[1]

A településen a 2002. október 20-án megtartott önkormányzati választás érdekessége volt, hogy az országos átlagot jóval meghaladó számú, összesen 7 polgármesterjelölt indult. Ilyen nagy számú jelöltre abban az évben az egész országban csak 24 település lakói szavazhattak, ennél több (8 vagy 10) aspiránsra pedig hét másik településen volt példa. A helyi közélet ilyen széttagoltsága a következő időszakban is megmaradhatott, mert az új településvezető alig pár hónap után lemondott, ami miatt 2003. június 1-jére időközi választást kellett kiírni. Az időközi választást – nem különösebben meglepő módon – a 2002-es választás második helyezettje nyerte.

## Népesség
A település népességének változása:
| Lakosok száma | 2288 | 2252 | 2211 | 2088 | 2033 | 1984 | 1988 |
|               | 2013 | 2014 | 2015 | 2021 | 2022 | 2023 | 2024 |

A 2011-es népszámlálás során a lakosok 83,4%-a magyarnak, 2,9% cigánynak, 1,5% németnek mondta magát (16,6% nem nyilatkozott; a kettős identitások miatt a végösszeg nagyobb lehet 100%-nál). A vallási megoszlás a következő volt: római katolikus 59,3%, református 4,5%, evangélikus 2,3%, felekezeten kívüli 9,4% (24,3% nem nyilatkozott).
2022-ben a lakosság 93%-a vallotta magát magyarnak, 1,7% cigánynak, 1% németnek, 0,2% szlováknak, 0,1% románnak, 0,1% ukránnak, 1% egyéb, nem hazai nemzetiségűnek (7% nem nyilatkozott; a kettős identitások miatt a végösszeg nagyobb lehet 100%-nál). Vallásuk szerint 49,2% volt római katolikus, 3,6% református, 2,4% evangélikus, 0,1% ortodox, 0,9% egyéb keresztény, 1,2% egyéb katolikus, 13,6% felekezeten kívüli (28,8% nem válaszolt).

## Nevezetességei
- Római katolikus templom (műemlékké nyilvánítva)
- Vörösmarty Mihály-szobor
- Csefalvay-kúria
- Nepomuki Szent János-kápolna
- Apácák kútja
- Millenniumi emlékmű
- Holokauszt-emlékmű
- II. világháborús emlékmű
- Szent Vendel-szobor
- Szentháromság-szobor

## Pincehelyen született
- Bán Oszkár – Költő, szerkesztő, irodalomtörténész (Pincehely-Görbő 1901.11.14. - 1980.03.19. Margate, Florida, USA)
- Sarkantyu Simon – Munkácsy Mihály -díjas festőművész (1921. május 27. – 1989. december 18.)
- Váradi János – Katolikus pap (1953.04.02. - Kalocsa, 2015.09.11.)
- Filep Sándor – festő, grafikus, zenész, a Magyar Művészeti Akadémia tagja (1954.03.10.)
- Németh Viktor (1977) labdarúgó
- Szepesi Ivett – kézilabdázó, a Hódmezővásárhelyi LKC játékosa (1986.02.04.)

## Pincehelyen szolgáló neves papok
- Haas Mihály Szatmári püspök
- Juranics László Pécsi nagyprépost és apátkanonok
- Boros Gyevi László Imre ofm
- Mayer Mihály Pécsi püspök

## Díszpolgárok listája
- Gyene István
- Kovács István
- Kajtár Eszter

## Testvértelepülések
- Perbete, Szlovákia